# Nikołaj Waszczenko
Nikołaj Władimirowicz Waszczenko, ros. Николай Владимирович Ващенко (ur. w 1916 r.) – radziecki pilot wojskowy, oficer oddziału dowódczego Sił Zbrojnych Komitetu Wyzwolenia Narodów Rosji pod koniec II wojny światowej.
Ukończył szkołę lotniczą w Melitopolu. Służył w sowieckim lotnictwie wojskowym. Na pocz. wojny z Niemcami był oficerem 134 pułku szybkich bombowców. Został strącony, po czym dostał się do niewoli niemieckiej i został osadzony w obozie jenieckim. W 1943 r. podjął kolaborację z Niemcami. Wstąpił do Rosyjskiej Armii Wyzwoleńczej (ROA). Przeszedł kursy propagandowe ROA w ośrodku w Dabendorfie. Służył w sztabie gen. Andrieja A. Własowa jako oficer łącznikowy, zaś od 1944 r. w północnym oddziale propagandy ROA w Rydze. Pod koniec tego roku został w stopniu porucznika oficerem w oddziale dowódczym Sił Zbrojnych Komitetu Wyzwolenia Narodów Rosji. Po zakończeniu wojny wyjechał do francuskiego Maroka, a następnie do Australii. W 1974 r. zamieszkał w USA.